# Гедеонов, Степан Александрович
Степан Александрович Гедеонов (1 (13) июня 1816 — 15 (27) сентября 1878) — русский историк, драматург, искусствовед. Первый директор Императорского Эрмитажа (с 1863), директор Императорских театров (1867—1875). Действительный статский советник (1859), гофмейстер (с 1866).
Один из наиболее известных дореволюционных сторонников антинорманизма, приверженец южнобалтийской гипотезы происхождения Руси.

## Биография
Сын Александра Михайловича Гедеонова родился 1 (13) июня 1816 года в Санкт-Петербурге.
Окончив в 1835 году историко-филологический факультет Санкт-Петербургского университета со степенью кандидата, поступил на службу секретарём к президенту Императорской академии наук С. С. Уварову. В 1845 году написал пьесу «Смерть Ляпунова», поставленную в Александринском театре и первоначально имевшую успех (в первый сезон была поставлена 18 раз).

### Археологическая комиссия в Риме
В 1848 году был назначен помощником Г. П. Волконского, заведовавшего археологической комиссией Академии художеств в Риме, учреждённой «для приискания древностей». По должности Гедеонов должен был делать покупки древностей. В 1851 году он приобрёл для Императорского музея статуи Аполлона (со стрелой в руке), Афродиты  и Луция Аврелия Коммода. В том же году у венецианского антиквария Санквирино от купил статую дорийского эфеба и целый ряд других скульптурных произведений. В 1859 году были произведены новые покупки, стоившие ему много труда и денег: так, например, статуя Венеры была куплена им за 42 тысячи франков.
В 1861 году был назначен заведующим археологической комиссией и попечителем над находящимися в Риме пансионерами Императорской Академии художеств. В том же году Гедеонову с большим трудом удалось приобрести известную коллекцию маркиза Кампана. Общественное мнение и правительство Италии сильно противились вывозу сокровищ из Италии, а по поводу покупки (за 310 тыс. франков) «Мадонны Конестабиле» Рафаэля заговорила вся европейская печать, и в итальянский парламент был даже внесён по этому поводу запрос.

### Эрмитаж
Вместе с коллекцией Кампана Гедеонов поехал в Петербург, где и работал 2 года при Эрмитаже над установкой купленных им статуй и ваз. Кроме того, ему было поручено составить проект для нового устройства Эрмитажа, который был принят и утверждён. 2 июня 1863 года была создана должность директора Эрмитажа, на которую и назначили Гедеонова с присвоением звания «в должности гофмейстера».
Первой заботой директора было издание каталогов. Он ускорил выход каталога картин, а вслед за ним при его ближайшем участии вышел каталог галереи древней скульптуры. Через год вышло новое издание каталога, созданное уже самим директором — сначала на французском языке, а через год и на русском.
Затем Гедеоновым был поднят вопрос о широком допущении публики в Эрмитаж для осмотра его художественных богатств. До того в Эрмитаж надо было приходить в вицмундирах или фраках, по особым входным билетам, выдававшимся Придворной Конторой; для того, чтобы получить право снять копию с какой-нибудь картины, нужно было проделать такую процедуру, что многие предпочитали скорее отказаться от своего намерения, чем пойти на эту волокиту. Поэтому Эрмитаж посещался мало, и его богатства оставались неизвестными. Директор облегчил вход копиистам и стал добиваться пропуска публики на широких началах. Было образовано несколько комиссий для рассмотрения этого вопроса, и Гедеонову не без труда удалось добиться, что публику стали пускать без всяких билетов и в обыкновенных костюмах, но с сокращением числа часов открытия Эрмитажа по сравнению с прежним порядком.
В 1867 году был выпущен каталог рисунков, в 1872 году издан русский перевод Керченских древностей и описание бронз и терракота, а в 1873 году вышло доступное для публики описание расписных ваз. Особенное значение директор придавал археологическим сокровищам Эрмитажа. Вот что он писал 28 сентября 1865 г. министру Двора по поводу предложения передать эрмитажные дублеты в Одесский музей:

Здесь, где дело идет о единственной в мире коллекции древностей Киммерийского Босфора, Эрмитаж почитает неприкосновенность её жизненным для себя вопросом, себя же, в той мере, какая подлежит влиянию его, ответственным в этой неприкосновенности перед всей Россией. Каждый из предметов, входящих в состав Керченских древностей, принадлежит как часть одного целого той или другой знаменитой и в археологическом мире всеизвестной находке. От охранения в ненарушимой целости даже ничтожнейших к таким находкам относящихся мелочей, зависит и самое значение Императорского музея, как единственного обладателя единственными на свете сокровищами.
На посту директора Гедеонов продолжал пополнять коллекции Эрмитажа; с этой целью в 1865 году он побывал в Милане и в Париже, где на аукционе купил для Эрмитажа немало ценных вещей. Среди них — «Мадонна Литта» Леонардо да Винчи. В 1867 году ездил в Лондон, где работал в библиотеке Британского музея.

### Императорские театры
Также в 1867 году Гедеонов был назначен директором Императорских театров, что отвлекло его от работы по Эрмитажу.
Сначала он проявил на этом посту энергичную деятельность, но потом охладел ввиду фактического ограничения его власти, и дела театров шли плохо; расходы по театральному хозяйству были очень велики, а надзор за ними был очень слаб. Знакомый с театральным делом ещё при отце (тоже директоре театров) и будучи осведомлён о злоупотреблениях, царивших здесь, он встретил при попытке искоренить их такую оппозицию, что совершенно отстранился от дел, но должности не оставил. Вскоре его совсем оттеснил от дел начальник контроля и кассы барон Кюстер. По воспоминаниям актёра А. А. Нильского, Гедеонов был высокообразованный и замечательно умный человек; он был весьма серьёзен и деловит. Став директором театров, Гедеонов не захотел, чтобы ставилась его пьеса «Смерть Ляпунова», говоря:

Это мой юношеский грех. Кроме того, я, как начальник, должен быть лишен прав на постановку своих сочинений. Что скажут драматурги? Я бы не хотел, чтобы они на меня обижались.
В обращении с актёрами директор был вежлив и обходителен, но сух. Он не особенно любил драматический театр и поднял значение только итальянской оперы, которая упала и не делала сборов; в Петербурге появились Аделина Патти, Лукка и другие знаменитости.
Деятельность Гедеонова в области театра выразилась также в том, что он составил план сюжета из древнеславянской мифологии под названием «Млада». По его приглашению четыре композитора — Н. А. Римский-Корсаков, Ц. А. Кюи, А. П. Бородин и М. П. Мусоргский — должны были написать по одному акту для «Млады», что составило бы оперу-балет. Предложение было принято и исполнено, но пьеса не была поставлена. Однако замыслом Гедеонова воспользовался австрийский музыкант Людвиг Минкус, написавший на эту тему балет, поставленный балетмейстером М. И. Петипа в 1879 году в петербургском Большом театре для бенефиса Евгении Соколовой. Позже Римский-Корсаков вернулся к этой теме и написал оперу-балет «Млада», поставленную в 1892 году в Петербурге.
В конце своей жизни Гедеонов написал драму «Василиса Мелентьева», но не хотел выступить с ней в театре и передал пьесу А. Н. Островскому, который, оставив в неприкосновенности сюжет, написал собственную пьесу, не воспользовавшись ни одной сценой, ни одним стихом из первоначального творения. В 1875 году Гедеонов был уволен от должности директора театров.
Умер в Санкт-Петербурге 15 (27) сентября 1878 года. Похоронен на Лазаревском кладбище Александро-Невской лавры (III уч., Ломоносовская дорожка).

## Научная деятельность
По случаю приобретения статуи архаической музы Гедеонов поместил в «Annales de l’institut archeologique, 1852» (С. 42—85) научное исследование «Groupe de muses antiques decrit par E. Guedeonoff, avec planches», появившееся потом отдельной брошюрой. По случаю приобретения коллекции Кампана составил брошюру, напечатанную в Париже: «Notice sur les objets d’art de la Galerie Campana a Rome acquis pour le musee imperial de l’Ermitage. — Paris: Imprimerie Simon Bacon et compagnie, rue d’Erfurt», 1861, 8°.
Гедеонову принадлежит небольшое исследование «Мертвый ребёнок на дельфине. Группа из мрамора, приписываемая Рафаэлю» (приложение к XXI тому Записок Императорской Академии наук. — СПб., 1872), в котором, обнаруживая знакомство со многими иностранными источниками, он доказывает, что эта группа есть настоящая и принадлежит действительно Рафаэлю. По этому поводу он вёл полемику в печати с немцем Доббертом и итальянцем Дженералли.
13 декабря 1863 года Гедеонов был избран почётным членом Императорской Санкт-Петербургской академии наук.
Наиболее известен его труд «Варяги и Русь» (2 тома. — СПб., 1876). Этим вопросом Гедеонов занимался ещё будучи в Италии, и отрывки из его труда вошли в 1862 году в приложение к I—III томам «Записок Имп. Академии Наук» под заглавием: «Отрывки из исследований о варяжском вопросе. С. Гедеонов. I—XVI. С критическими замечаниями Куника». В полном виде труд вышел через 14 лет, обратив на себя внимание научного мира. В своём исследовании автор выступил решительным противником норманизма. Гедеонов занимался вопросом о варягах много лет. Он задумал свой труд ещё в 1846 году, но служба, путешествие и слабое зрение мешали работе.
Стал выразителем антинорманизма, усилившегося в середине XIX века в рамках славянофильских тенденций. Гедеонов снова поставил в качестве основного вопрос этничности варягов и «руси».
Гедеонов подверг критике источниковедческую и методологическую базу, которую использовали сторонники норманской теории. Он отверг теорию происхождения названия Русь от финского Ruotsi и предложил ряд славянских этимологий варяжских имён и названий (варяги — вагры; Рюрик — рарог, сокол; Синеус — синий ус и др.). Он считал, что термины варяги и русь, а также имена первых русских князей (Рюрика, Олега, Игоря) происходят из прибалтийско-славянских языков, что, по его мнению, доказывало славянскую природу древнерусской государственности. Разделяя точку зрения об участии выходцев из Скандинавии в образовании Русского государства, он, однако, отождествлял летописных варягов с балтийскими славянами. Народ русь Гедеонов считал балтийскими славянами — ободритами. Он предположил, что автор «Повести временных лет» использовал не письменные свидетельства, а устную традицию или излагал собственные домыслы. Гедеонов рассматривал изображение сокола в качестве прототипа знаков Рюриковичей и сопоставляли имя Рюрик со славянским рарог «сокол», что считалось ими доказательством прибалтийско-славянского происхождения Рюрика. В своей книге Гедеонов подверг оппонентов критике, но признавал, что его «протест против мнимо-норманнского происхождения Руси не разрешил вопроса, давно спорного в исторической науке».
Согласно Гедеонову, Южная Русь находилась в подчинении у хазар, и русский каган, известный по Бертинским анналам и ряду других источников, был наместником хазарского.
С. А. Гедеонову иногда ошибочно приписывается участие в книге «Описание Российской империи в историческом, географическом и статистическом отношениях», однако там писал его брат Михаил.

## Оценки и влияние
Труд Гедеонова «Варяги и Русь», снабжённый обширными примечаниями, Академия наук удостоила Уваровской премии.
Работа подверглась критике его современников историка М. П. Погодин и филолога О. О. Первольфа как не соответствующая научному уровню своего времени. Предложенные Гедеоновым этимологии тогда же были отвергнуты языковедами.
В то же время в рецензиях отмечалась продуктивность критики норманизма Гедеоновым. Сторонник норманской теории Погодин, писал, что «норманнская система, со времён Эверса, не имела такого сильного и опасного противника», как Гедеонов, и считал его книгу «отличным украшением нашей историко-критической богатой литературы о происхождении варягов и Руси». Работа Гедеонова побудила сторонников норманской теории интенсифицировать поиски и исследование новых источников по варяжскому вопросу и более глубоко разрабатывать свою концепцию.
Выводы Гедеонова получили развитие в трудах историка Д. И. Иловайского. Последний отмечал: «Насколько сильна отрицательная (то есть антискандинавская) сторона исследований г. Гедеонова, можно заключить из того, что главные представители скандинавской школы (Погодин и Куник) отдали ему полную справедливость и отступились от некоторых своих доказательств». 
Концепция Гедеонова и Иловайского была возрождена в 1970-е годы историком А. Г. Кузьминым и его последователями. В постсоветский период возникла тенденция реанимации традиционного антинорманизма, которая включает как тиражирование без научного комментария трудов Иловайского и Гедеонова, так и написание работ, основанных на их идеях.
По мнению историка В. Я. Петрухина, работа Гедеонова по варяжскому вопросу использует кабинетные этимологии. Лингвист и историк Е. А. Мельникова называет эти сопоставления народными этимологиями и считает, что подход Гедеонова сужает исследовательское пространство, сводя его к «этимологическим» и «этническим» вопросам.

## Награды и звания
С. А. Гедеонов был удостоен придворных званий камер-юнкера (1841), камергера (1859) и «должности гофмейстера» (1864). Был награждён высшими орденами Российской империи.